# ウォルター・バイロン
ウォルター・バイロン（1894年9月2日 - 1971年12月22日）は、カナダ連邦マニトバ州ウィニペグ出身のプロアイスホッケー選手。ポジションはゴールテンダー。
カナダのウィニペグ・ファルコンズのゴールテンダーだった彼は、1920年のアントワープオリンピック中わずか1ゴールしか許さず金メダルを獲得した。